# Hōnen
Honen, född 7 april 1133, död 1212, var en japansk rena land-buddhistisk munk som grundade den rena land-buddhistiska inriktningen Jodoshu. Han var först en tendaimunk som under vägledning av en munk vid namn Eiku studerade Genshins verk Ojo Yoshu som förespråkade nembutsu. Efter att ha läst Shan-taos verk Guan Wuliangshou jing shu valde Honen att fokusera enbart på nembutsu. Han samlade på sig många lärjungar från alla samhällsklasser. En av hans mest kända lärjungar är Shinran, som bildade en egen rena land-buddhistisk inriktning vid namn jodoshinshu.

## Kronologi över händelser under Honens livstid
- 7 april 1133: Honen föddes i Okayama, och fick namnet Seishimaru.[4]
- 1141: Under våren mördades Honens far av en lokal statsman, och vintern som följde skickas Honen till sin farbrors tempel för att bli munk.[4]
- 1145: Honen blev tendaimunk på berget Hiei.[4]
- 1150: Honen flyttade från berget Hiei för att leva ensam.[4]
- 1175: Honen bildade jodo shu i Kyoto, baserat på sin tolkning av Shan-taos lärdomar.[4]
- 1201: Shinran blev Honens lärjunge.[4]
- 1206: Honens lärjungar Anraku och Juren avrättades.[4]
- 1207: I februari förbjöds nembutsu och Honen blev tvingad till exil. I december samma år blev han frikänd från sin exil, men fick inte återvända till Kyoto. Honen stannade därför i Osaka.[4]
- 1211: I augusti fick Honen tillåtelse att återvända till Kyoto, och i november samma år återvände han till Kyoto.[4]
- 1212: Den 25 januari dog Honen.[4]

## Lära
För fördjupning i Honens rena land-buddhistiska lära, se jodoshu
Honen blev tendaimunk omkring 9 års ålder, och blev en framgångsrik akademiker. Han var dock missnöjd med sitt religiösa liv, och följande citat anses ha kommit från Honen:
Det finns många former av buddhism. Trots det säger en snabb överblick av dem att ingen av dem går bortom den tredelade läran om träningsregler, meditation och visdom [...]. När det gäller mig - jag följer inte en enda träningsregel; jag har aldrig varit framgångsrik i meditation; och jag har inte nått den visdom som förhindrar dåliga tankar.
Honen läste ett av Genshins huvudsakliga verk. Genshin var en förespråkare för rena land-buddhistiskt utövande inom ramarna för tendai. Detta verk påverkade Honen djupt, även om han inte höll med Genshin om allt. Bland annat lade Genshin tonvikt på att visualisera Amitabha Buddha, något som Honen såg som närmare värdelöst och/eller för avancerat.
Honen sägs ha läst hela den buddhistiska skriftkanonen fem gånger, men att han trots detta inte känt sig ett dugg närmare nirvana. Vid 42 eller 43 års ålder läste han ett verk av Shan-tao, som menade att recitation av nembutsu, Amitabha Buddhas namn, är det enda buddhistiska utövningssättet som är lämpligt för denna tidsålder, och att det är det enda som krävs för att nå nirvana.
Honens huvudsakliga verk är Senchaku Hongan Nembutsu Shu - ett verk som Honen dock avsåg hålla hemligt. Efter hans död spreds dock verket vidare. I ett kort dokument som kallas "det enkelsidade dokumentet" (Ichimai-kishomon) beskriver Honen sin lära på följande vis:
I Kina och Japan, tror många buddhistiska mästare och akademiker att nembutsu är till för att meditera djupt på Amitabha Buddha och Sukhavati. Jag förstår dock inte nembutsun på detta vis. Recitation av nembutsu kommer inte från att studera och förstå dess innebörd. Det finns ingen annan orsak till att vi kan tro på att nå återfödelse i Sukhavati om inte genom nembutsu. Recitation av nembutsu och tro på återfödelse i Sukhavati ger naturligt upphov till de tre sinnena och de fyra sorternas utövande. Om jag håller undan någon djupare kunskap bortom den enkla recitationen av nembutsu, må jag förlora sikt av Shakyamuni och Amitabhas medlidande och falla bort från Amitabha. Även om de som tror på nembutsun studerar alla Shakyamunis lärdomar, bör de inte lägga någon större vikt vid dessa och istället fokusera på nembutsu, på samma sätt som de som inte kan någonting om Shakyamunis läror.–Honen (23 januari 1212)

### Översatta verk
Av alla Honens verk är ett fåtal översatta till västerländska språk:
- Augustine, Morris J. (översättning) & Tessho, Kondo (översättning) (2006) Senchaku Hongan Nembutsu Shu, A Collection of Passages on the Nembutsu Chosen in the Original Vow. Numata Center for Buddhist Translation & Research ISBN 1886439052
- Senchakushū English Translation Project (1998) Hōnen's Senchakushū : passages on the selection of th nembutsu in the original vow. University of Hawai'i Press ISBN 0-8248-2025-8 Libris 5805834
- Atone, Joji (översättning) & Hayashi, Yoko (översättning) (2011) The Promise of Amida Buddha: Honen's Path to Bliss. Wisdom Publications ISBN 9780861716968 (en samling av verk skrivna av Honen)